# Chapelle Notre-Dame-de-Lorette de Pédernec
Pour les articles homonymes, voir Chapelle Notre-Dame-de-Lorette.
La chapelle Notre-Dame-de-Lorette est située sur la commune de Pédernec en France.

## Localisation
La chapelle est située sur la commune de Pédernec dans le département des Côtes-d'Armor, dans la région Bretagne.

## Description
La chapelle est composée d'une nef rectangulaire flanquée, sur le côté nord, d'une petite chapelle. Les entraits sortant de gueules de monstres ont été coupés ; seules ont été conservées les parties sculptées. Les sablières sculptées sont presque entièrement conservées. L'extrémité est conserve la trace d'une fenêtre actuellement bouchée dont on retrouve, à l'extérieur, la trace des meneaux. Les fleurons du clocher ont perdu leurs sommets. Sur la façade, la porte présente un arc en tiers-point appareillé en trois grands morceaux. La porte en menuiserie conserve quatre panneaux sculptés. Au-dessus de la porte, une longue inscription en caractère gothique couvre deux dalles de granit. De chaque côté se trouve un ange en granit sculpté portant un écusson,.

## Historique
La chapelle est édifiée en 1514 par les seigneurs de Kermataman et de Traou-Pont, elle est remaniée au XVIIe siècle.
Elle est inscrite au titre des monuments historiques par arrêté du 2 mars 1928.

## Galerie

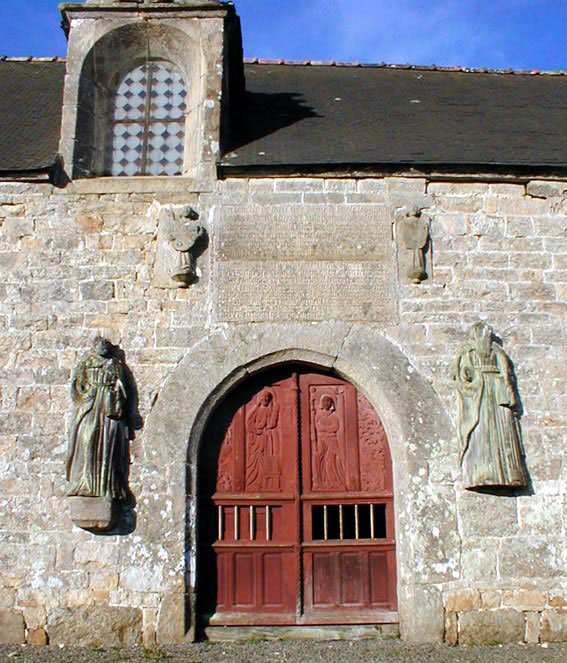
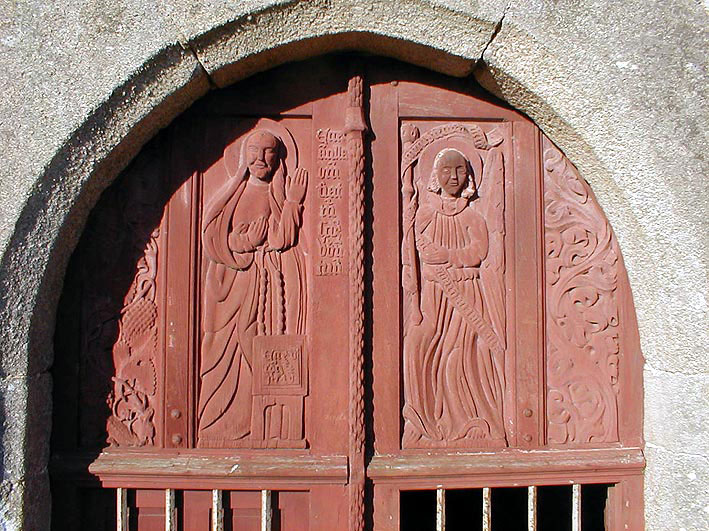
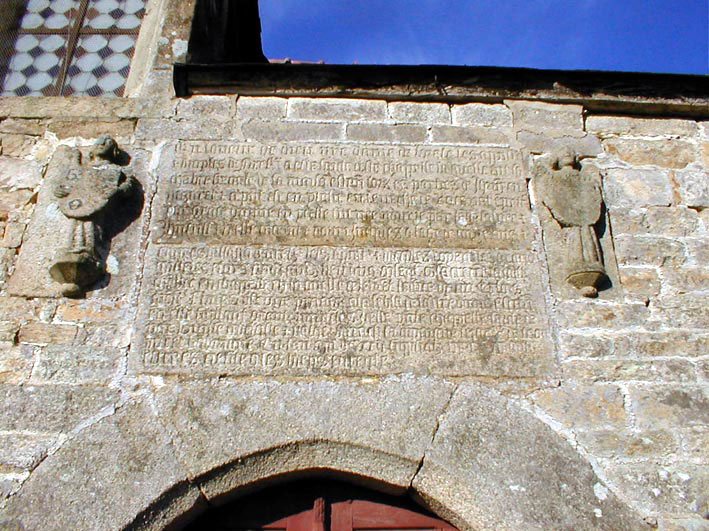